# Chikao Ōtsuka
Chikao Ōtsuka (大塚 周夫 Ōtsuka Chikao?,  Setagaya, Tokio, 5 de julio de 1929-15 de enero de 2015) fue un actor, narrador y actor de voz japonés.
Fue conocido por sus papeles de Capitán Hook (Peter Pan no Bōken), Dick Dastardly (Wacky Races & Dastardly and Muttley en sus máquinas voladoras), Goemon Ishikawa XIII (Lupin III), Nezumi Otoko (GeGeGeGe no Kitaro), Denzō Yamada (Nintama Rantarō), Profesor Moriarty (Sherlock Hound), Jagi (Hokuto no Ken), Gol D. Roger (One Piece), Maestro Xehanort (Serie Kingdom Hearts), Dr. Weil (Mega Man Zero), Taopaipai (Dragón Ball), Piemon y Apoclymon (Digimon), Doctor Eggman (serie Sonic the Hedgehog) y Wario en sus comerciales. Fue el artista oficial de doblaje de Charles Bronson y Richard Widmark. En el momento de su muerte, estaba vinculado a la agencia Aoni Production. 
Fue el padre de Akio Ōtsuka. Los dos ocasionalmente actuaron juntos, como en Black Jack 21, One Piece, Mobile Suit Gundam 0083 Stardust Memory, el Full Metal Panic! serie, y Metal Gear Solid 4: Guns of the Patriots. 
Ōtsuka murió de insuficiencia cardíaca isquémica a la edad de 85 años el 15 de enero de 2015.

## Filmografía

### Televisión
- Tokugawa Ieyasu (1983) (Natsume Harusada)
- Kitaro ga Mita Gyokusai - Mizuki Shigeru no Senso (2007) (voz de Nezumi Otoko)

### Anime
1960s
- Astroboy (1963) (Presidente Hira, Nubo)
- Ōgon Bat (1967) (Kim)
- GeGeGe no Kitarō (I) (1968) (Nezumi-Otoko)
- Dororo (1969) (Doki)
- Moomin (1969) (Stinky, Leonard, Kagemiro)

1970s
- Ashita no Joe (1971) (Goromaki Gondō)
- GeGeGe no Kitarō (II) (1971) (Nezumi-Otoko)
- Norakuro (1971) (Okume)
- Lupin III (1971) ( Goemon Ishikawa XIII )
- Devilman (1972) (Dreamoon)
- Babel II (1973) (Yomi)
- Gamba no Bōken (1975) (Noroi)

1980s
- Moero Āsā Hakuba no Ōji (1980) (Jefe)
- Sherlock Hound (1984) (Profesor Moriarty)
- Fist of the North Star (1984) (Jagi)
- Dragon Ball (1987) (Taopaipai)
- Akakage (1987) (Koga)
- Oishinbo (1988) (Yūzan Kaibara)

1990s
- Moomin (apestoso)
- Nintama Rantarō (1993) (Denzō Yamada)
- Archivos de casos de Kindaichi (1996) (Keitaro Kiyomasa)
- Cowboy Bebop (1998) (Doctor Londes)
- Maestro Keaton (1998) (Andre Semonofu)
- Yu-Gi-Oh! (1998) (LeDolly Sheldon)
- Digimon Adventure (1999) (Piedmon, Apocalymon)
- Kamikaze Kaitō Jeanne (1999) (Jefe de policía Mikuri)
- One Piece (1999) (Gol D. Roger)[2]

2000s
- Najica Blitz Tactics (2001) (Ricardo Caidell)
- Bakuten Shoot Beyblade (2001) (Ryūnosuke Kinomiya)
- Vandread (2001) (Jin)
- Los ferrocarriles Galaxy (2003) (Station Master Arvent)
- Hellsing (2003) (Arthur Hellsing ((décimo episodio))
- Takahashi Rumiko Gekijō (2003) (domoto)
- Sonic X (2003) (Doctor Eggman, Profesor Gerald Robotnik)
- Wolf's Rain (2003) (Comerciante)
- Full Metal Panic !: The Second Raid (2005) (Lord Mallory)
- Monster (2005) (Mikhail Ivanovich Petrov)
- Ayakashi (2006) (Yoshiyuki Sakai)
- Spider Riders (2006) (trenza)
- Mobile Suit Gundam 00 (2007) (Aeolia Schenberg)
- Hakaba Kitaro (2008) (Nezumi-Otoko)
- Slayers Revolution (2008) (Capitán Pirata)

2010s
- Nurarihyon no Mago (2010) (Nurarihyon)
- Nurarihyon no Mago: Sennen Makyou (2011) (Nurarihyon)
- Future Card Buddyfight (2014) (Drum Bunker Dragon Padre)

#### Fecha desconocida
- Area 88 (Abuelo McCoy)[2]
- El Cazador de la Bruja (Enrike)[2]
- Gokusen (Yakuza Boss Ryūichirō Kuroda)[2]
- Ueki no Hōsoku (ogro)[2]
- Les Misérables: Shōjo Cosette (Obispo Myriel)[2]
- Peter Pan no Bōken (Capitán Hook)[2]
- Tsubasa: Reservoir Chronicle (Tanbaru)[2]

### OVAs
- Armored Trooper VOTOMS (1985) (Yoran Pailsen)
- Legend of the Galactic Heroes (Rudolf von Goldenbaum)
- Black Jack (1993) (Crucigrama)
- Hellsing Ultimate (2006) (Abraham Van Helsing)[3]
- Jojo's Bizarre Adventure (1993) (Joseph Joestar)[2]
- Mobile Suit Gundam 0083: Stardust Memory (1991) (Eiphar Synapse)
- Ruin Explorers (1995) (Galf)
- Ushio y Tora (1992) (Tora)[2]

### Películas animadas
- Mazinger Z contra el General Negro (1974) (Kenzō Kabuto)
- Arion (1986) (Hades)
- Bonobono (1993) (el padre de Araiguma-kun)
- Le llamaban Shin-chan (2004) (O'Reilly)
- Makafushigi Daibōken (1988) (Tao Pai Pai)
- Little Nemo: Adventures in Slumberland (1989) (Flip)
- Phoenix 2772 (1980) (Ban)
- Pokemon The Movie 2000 (1999) (Tobias)
- Vampire Hunter D: Bloodlust (2001) (Anciano Barbarois)
- Naruto: Dai katsugeki! Yuki Hime Shinobu Hōjō Dattebayo!! (2004) (Makino)

### Videojuegos
| Año  | Título                                          | Papel                         | Notas                        | Fuente |
| ---- | ----------------------------------------------- | ----------------------------- | ---------------------------- | ------ |
| 1998 | Panzer Dragoon Saga                             | El séptimo emperador          |                              | [ 4 ]  |
| 1998 | Sakura Wars 2: No Morirás                       | Tadayoshi Kanzaki             |                              | [ 4 ]  |
| 1998 | Sonic Adventure                                 | Doctor Eggman                 |                              | [ 4 ]  |
| 2001 | Sonic Adventure 2                               | Doctor Eggman                 |                              | [ 4 ]  |
| 2002 | Kingdom Hearts                                  | Capitán Garfio                |                              | [ 4 ]  |
| 2004 | Xenosaga Episodio II: Jenseits von Gut und Böse | Papa sergio XVII              |                              | [ 4 ]  |
| 2005 | Sonic Rush                                      | Doctor Eggman, Eggman Nega    |                              | [ 4 ]  |
| 2006 | Final Fantasy XII                               | Doctor Cidolfus Demen Bunansa |                              | [ 4 ]  |
| 2006 | Sonic the Hedgehog                              | Doctor Eggman                 |                              | [ 4 ]  |
| 2007 | Lost Odyssey                                    | Rey Gohtza                    |                              | [ 4 ]  |
| 2008 | Valkyria Chronicles                             | Berthold Gregor               |                              | [ 4 ]  |
| 2010 | Kingdom Hearts Birth by Sleep                   | Maestro Xehanort              |                              | [ 4 ]  |
| 2011 | Tales of Xillia                                 | Maxwell                       |                              | [ 4 ]  |
| 2012 | Kingdom Hearts 3D: Dream Drop Distance          | Maestro Xehanort              |                              | [ 4 ]  |
| 2012 | Dead or Alive 5                                 | Gen Fu                        | En reemplazo de Takeshi Aono | [ 5 ]  |
| 2016 | Mario & Sonic en los Juegos Olímpicos Rio 2016  | Eggman Nega                   | Liberación póstuma           |        |

- Asura's Wrath (Kalrow)
- BS Super Mario USA Power Challenge (Rey)
- Bushido Blade (Utsusemi)
- Dead or Alive: Dimensions (Gen Fu)
- Dead or Alive 5 Ultimate (Gen Fu) 
  - Dead or Alive 5 Last Round (Gen Fu)
- Dragon Ball Z: Budokai Tenkaichi series (Taopaipai)
- Excitebike: Bun Bun Mario Battle Stadium (Wario)
- Granblue Fantasy (Altheia)
- Kingdom Hearts: Chain of Memories (Capitán Hook)
- Kingdom Hearts Re: Chain of Memories (Capitán Hook)
- Mega Man Zero 4 (Doctor Weil)
- Metal Gear Solid 4: Guns of the Patriots (Big Boss)
- No More Heroes: Heroes 'Paradise (Dr. Peace)
- Fuerza Brillante EXA (Gantetsu)
- Sonic the Hedgehog series (Doctor Eggman, Gerald Robotnik)
- Cuentos de Xillia 2 (Maxwell)
- Tech Romancer (Goldibus)
- Tekken 5 / Dark Resurrection (Jinpachi Mishima, científico en el final de Ling Xiaoyu)
- Revolución Tekken (Jinpachi Mishima)
- Tekken Tag Tournament 2 (Jinpachi Mishima)
- Tekken Tag Tournament 2 Unlimited (Jinpachi Mishima)
- Tekken Tag Tournament 2: Wii U Edition (Jinpachi Mishima)
- Tenchu: Ira del cielo (Tenrai)

### Comerciales
- Coca-Cola Oolong (Narración)
- Hitachi, Ltd. Fax
- Nippon Telégrafo y Teléfono
- Teléfono móvil Sony Ericsson SO702i (narración)
- Super Mario Land 2: 6 Golden Coins (Wario)
- Wario (Wario)

### Roles de Doblaje

#### Películas de acción real
Charles Bronson
- Vera Cruz (Pittsburgh)
- The Magnificent Seven (1974 TV Asahi edition) (Bernardo O'Reilly)
- A Thunder of Drums (TBS edition (Trooper Hanna)
- Kid Galahad (Lew Nyack)
- The Great Escape (1971 Fuji TV edition (Danny Tunnel King)
- Battle of the Bulge (1973 TV Asahi y 1978 ediciones de Fuji TV) (Maj. Wolenski)
- Combat! (Velasquez)
- The Sandpiper (Cos Erickson)
- This Property Is Condemned (1975 Nippon Television edition) (J.J. Nichols)
- Adieu l'ami (Fuji TV edition) (Franz Propp)
- La Bataille de San Sebastian (Teclo)
- Once Upon a Time in the West (Armónica)
- Villa Rides (Fuji TV edition) (Rodolfo Fierro)
- Lola (Scott Wardman)
- Città violenta (1974 TV Asahi and 1985 TBS editions) (Jeff Heston)
- Cold Sweat (Joe Martin)
- Rider on the Rain (1977 Nippon Television edition) (Dobbs)
- You Can't Win 'Em All (Fuji TV edition) (Josh Corey)
- Red Sun (TV Tokyo edition) (Link Stuart)
- The Valachi Papers (Nippon Television and TV Asahi edition) (Joe Valachi)
- Chino (1979 TV Asahi edition) (Chino Valdez)
- The Stone Killer (TV Asahi edition) (Lou Torrey)
- Death Wish (1980 TV Asahi edition) (Paul Kersey)[6]
- Breakheart Pass (Deakin)
- Breakout (1981 TV Asahi edition) (Nick Colton)
- Hard Times (1981 TV Asahi edition) (Chaney)
- St. Ives (TV Asahi and Fuji TV editions) (St. Ives)
- Raid on Entebbe (1989 Fuji TV edition) (Brig. Gen Dan Shomron)
- Telefon (Bortsov)
- Borderline (TV Tokyo edition) (Jeb Maynard)
- Death Wish II (Nippon Television and TV Asahi editions) (Paul Kersey)
- 10 to Midnight (1985 TV Asahi edition) (Leo Kessler)
- The Evil That Men Do (Holland / Bart Smith)
- Death Wish 3 (1988 TV Asahi edition) (Paul Kersey)
- Murphy's Law (Fuji TV edition) (Murphy)
- Death Wish 4: The Crackdown (1991 TV Asahi edition) (Paul Kersey)
- Messenger of Death (TV Asahi edition) (Garret Smith)
- Death Wish V: The Face of Death (1996 TV Tokyo edition) (Paul Kersey)
- A Family of Cops (Paul Fein)
- Family of Cops 3 (Paul Fein)

Richard Widmark
- Kiss of Death (Fuji TV edition) (Tommy Udo)
- The Street with No Name (1969 TV Asashi edition) (Alec Stiles)
- Yellow Sky (Dude)
- Panic in the Streets (1970 TV Asashi edition) (Lt. Cmdr. "Clint" Reed M.D.)
- Night and the City (Harry Fabian)
- The Frogmen (Lt. Cmdr. John Lawrence)
- Halls of Montezuma (1970 TBS and 1974 Fuji TV editions) (Lt. Anderson)
- Don't Bother to Knock (Jed Towers)
- Red Skies of Montana (1970 TBS edition) (Cliff Mason)
- Destination Gobi (CPO Samuel T. McHale)
- Take the High Ground! (Sgt. Thorne Ryan)
- Broken Lance (1969 TV Asashi edition) (Ben Devereaux)
- Garden of Evil (1969 TV Asashi edition) (Fiske)
- Hell and High Water (1969 TBS edition) (Adam Jones)
- The Cobweb (Dr. Stewart McIver)
- A Prize of Gold (1969 TBS edition) (Sergeant Joe Lawrence)
- The Last Wagon (1963 Nippon TV and 1973 Fuji TV editions) (Comanche Todd)
- Run for the Sun (1967 TV Asashi and 1973 TBS editions) (Michael Latimer)
- The Law and Jake Wade (Clint Hollister)
- The Tunnel of Love (1972 TV Tokyo edition) (August 'Augie' Poole)
- The Trap (Ralph Anderson)
- Warlock (1969 and 1980 TV Asashi editions) (Johnny Gannon)
- The Alamo (TBS edition) (Jim Bowie)
- Judgment at Nuremberg (Col. Tad Lawson)
- The Secret Ways (Michael Reynolds)
- Two Rode Together (First Lieutenant Jim Gary)
- Cheyenne Autumn (Captain Thomas Archer)
- Flight from Ashiya (L:t. Col. Glenn Stevenson)
- The Long Ships (Rolfe)
- The Bedford Incident (Captain Eric Finlander U.S.N.)
- Alvarez Kelly (1973 TV Asashi edition) (Colonel Tom Rossiter)
- The Way West (Lije Evans)
- Madigan (1978 TV Asashi edition (Det. Daniel Madigan))
- Death of a Gunfighter (1974 Fuji TV edition) (Frank Patch)
- A Talent for Loving (TV Tokyo edition) (Major Patten)
- The Moonshine War (TV Tokyo edition) (Dr. Taulbee)
- When the Legends Die (TBS edition) (Red Dillon)
- Brock's Last Case (Lieutenant Max Brock)
- Murder on the Orient Express (Mr. Ratchett)
- The Last Day (NHK edition) (Will Spence)
- The Sell Out (TV Asashi edition) (Sam Lucas)
- To the Devil a Daughter (John Verney)
- The Domino Principle (Tagge)
- Twilight's Last Gleaming (1979 TV Tokyo edition) (Gen. Martin MacKenzie)
- Coma (Dr. George Harris)
- The Swarm (General Thaddeus Slater)
- Bear Island (1985 TV Asashi edition) (Otto Gerran)
- Hanky Panky (Ransom)
- Who Dares Wins (Secretary of State Arthur Currie)
- Against All Odds (1987 Fuji TV edition) (Ben Caxton)
- True Colors (Sen. James Stiles)

Jack Palance
- Attack (Lt. Joe Costa)
- Contempt (Jeremy Prokosch)
- Kill a Dragon (Rick Masters)
- They Came to Rob Las Vegas (Douglas)
- Young Guns (Lawrence Murphy)
- Batman (1995 TV Asashi edition) (Carl Grissom)
- Tango & Cash (1993 TV Asashi edition) (Yves Perret)
- Solar Crisis (Travis)
- City Slickers (Curly Washburn)
- City Slickers II: The Legend of Curly's Gold (Duke Washburn)[7]
- Cops & Robbersons (Jake Stone)

Chuck Connors
- The Big Country (Buck Hannassey)
- Soylent Green (Fielding)
- 99 and 44/100% Dead (Marvin 'Claw' Zuckerman)
- Tourist Trap (Mr. Slausen)
- Virus (Captain McCloud)

Peter Sellers
- Lolita (Clare Quilty)
- Dr. Strangelove (TV edition) (Dr. Strangelove)
- The Pink Panther (1973 TV Asashi edition) (Inspector Jacques Clouseau)
- A Shot in the Dark (1970 TV Asashi edition) (Jacques Clouseau)
- The World of Henry Orient (Henry Orient)

R. Lee Ermey
- Leaving Las Vegas (Conventioneer)
- Seven (Police Captain)
- The Texas Chainsaw Massacre (Sheriff Hoyt)
- The Texas Chainsaw Massacre: The Beginning (Sheriff Hoyt)

Otros
- 12 Angry Men (Juror #7 (Jack Warden))
- The Addams Family (Lurch (Ted Cassidy)
- Addams Family Reunion (Lurch (Carel Struycken)
- ALF (Trevor Ochmonek (John LaMotta))
- Batman (TV series) (Penguin (Burgess Meredith))
- The Big Brawl (Herbert (Mako))[8]
- Blade films (Abraham Whistler (Kris Kristofferson))
- The Bourne Ultimatum (Dr. Albert Hirsch (Albert Finney))[9]
- Children of Men (Jasper Palmer (Michael Caine))
- A Christmas Carol (Ebeneezer Scrooge (Patrick Stewart))
- Contact (S.R. Hadden (John Hurt))
- Cop Land (Ray Donlan (Harvey Keitel))[10]
- The Dark Crystal (skekUng the Garthim-Master/General and later the new Emperor (Michael Kilgarriff) (puppeteered by (Dave Goelz))
- Downfall (Adolf Hitler (Bruno Ganz))
- Dragon Lord (Dragon's Father (Tien Feng))[11]
- Jack Reacher (The Zec (Werner Herzog))[12]
- Lincoln (Abraham Lincoln (Daniel Day-Lewis))
- From Dusk till Dawn (Jacob Fuller (Harvey Keitel))
- The Good, the Bad and the Ugly (Tuco (Eli Wallach))
- Little Nicky (Satan (Harvey Keitel))[13]
- Look at Me (Étienne Cassard (Jean-Pierre Bacri))
- Kolchak: The Night Stalker (Carl Kolchak (Darren McGavin))
- The Mummy (Dr. Allan Chamberlain (Jonathan Hyde))
- One Armed Boxer (Chao Liu)[14]
- The Pink Panther (Inspector Clouseau (Peter Sellers))
- The Quiet American (Thomas Fowler (Michael Caine))
- Secondhand Lions (TV edition) (Hub (Robert Duvall))
- Snowpiercer (Gilliam (John Hurt))
- Space Cowboys (Tank Sullivan (James Garner))
- The Spy Who Loved Me (TBS Version 2) (Karl Stromberg (Curd Jürgens)
- The Storyteller (The Storyteller (John Hurt)
- Texas, Adios (Cisco Delgado (José Suárez))[15]
- Turbulence (Aldo Hines (Héctor Elizondo))[16]
- The Young Victoria (King William IV (Jim Broadbent))[17]

#### Animación
- The Adventures of Ichabod and Mr. Toad (Winkie)
- Alice in Wonderland (The Cheshire Cat)
- Barnyard (film) (Mrs. Beady)
- The Black Cauldron (The Creeper)
- Dastardly and Muttley in Their Flying Machines (Dick Dastardly)
- The Fox and the Hound (Amos Slade)
- The Fox and the Hound 2 (Amos Slade)
- The Great Mouse Detective (Fidget)
- Mulan (Fa Zhou)
- Mulan II (Fa Zhou)
- Peter Pan (Captain Hook)
- Pinocchio (Stromboli)
- Toy Story series (Hamm)
- Wacky Races (Dick Dastardly)
- Yellow Submarine (Chief Blue Meanie)